# Guilin
Guilin (en chino, 桂林; pinyin, Guìlín; transcripción antigua, Kweilin; en zhuang, Gveilinz) es una ciudad-prefectura en la región autónoma Zhuang de Guangxi, República Popular China. Situada en las orillas del río Li, su área es de 27 809 km² y su población total para 2020 rozó los 5 millones de habitantes .

## Toponimia
Guilin significa "bosque de los olivos dulces", debido a la gran cantidad de estos árboles en la ciudad.

## Administración
Desde 2013, la ciudad prefectura de Guilin está conformada de 17 localidades que se administran en 5 distritos urbanos, 10 condados y 2 condados autónomos.
- Distrito Xiufeng (秀峰区).
- Distrito Xiangshan (象山区)
- Distrito Diecai (叠彩区)
- Distrito Qixing (七星区)
- Distrito Yanshan (雁山区)
- Condado Lingui (临桂县)
- Condado Yangshuo (阳朔县)
- Condado Lingchuan (灵川县)
- Condado Xing'an (兴安县)
- Condado Quanzhou (全州县)
- Condado Yongfu (永福县)
- Condado Ziyuan (资源县)
- Condado Guanyang (灌阳县)
- Condado Pingle (平乐县)
- Condado Lipu (荔浦县)
- Condado autónomo Gongcheng Yao (恭城瑶族自治县)
- Condado autónomo Longsheng gezú (龙胜各族自治县)

## Historia

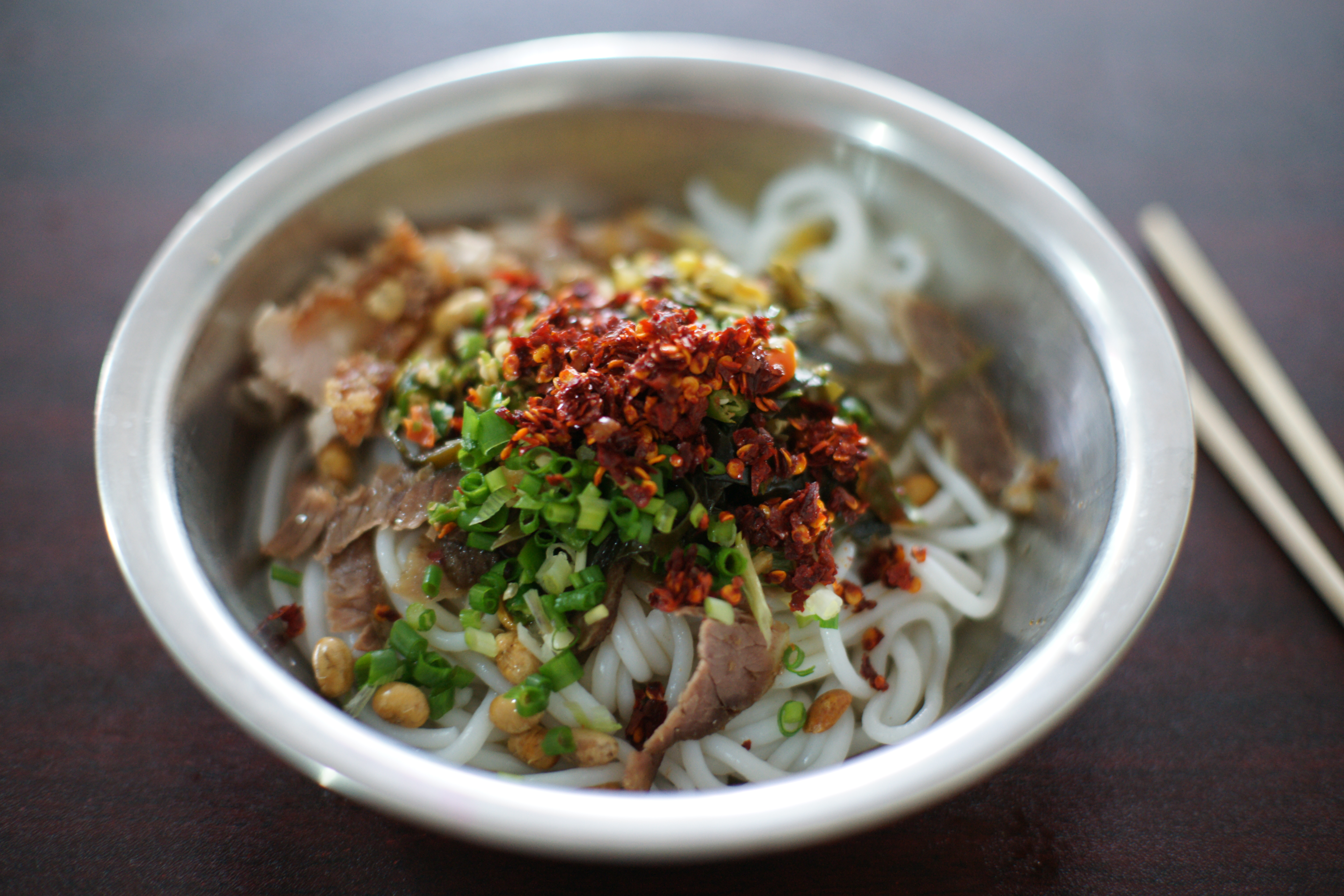
Vermicelli de arroz de Guilin

En el año 111 a. C., durante el reinado del emperador Wu de la dinastía Han, se estableció el condado de Shi An. Se puede considerar que la creación de este condado fue el origen de la ciudad actual. En el año 507 la ciudad recibió el nombre de Guizhou.
Guilin prosperó durante las dinastías Tang y Song. La ciudad sirvió de nexo de unión entre el gobierno central y las zonas fronterizas del sur; por ello, se instalaron diversas guarniciones militares que servían de protección fronteriza. Se construyeron diversos canales a lo largo de la ciudad que se utilizaron como medio de transporte. Por ahí viajaban los productos agrícolas desde la fértil llanura del Yangzi hasta el extremo más al sur del imperio.
Durante la dinastía Ming, Guilin se convirtió en la capital de la provincia de Guangxi. En 1914 la capitalidad le fue arrebatada por la ciudad de Nanning. En 1921, Guilin se convirtió en uno de los cuarteles generales del ejército liderado por Sun Yat-sen
A partir de 1940 la ciudad recibió su nombre actual. En 1981, el gobierno central decretó que Guilin, junto con otras cuatro ciudades (Pekín, Hangzhou y Suzhou), debían recibir una protección especial con el fin de preservar su patrimonio cultural así como sus paisajes.

## Geografía
Está situada en la orilla oeste del río Li, en una zona de montañas cubiertas de vegetación que confieren a la ciudad una belleza especial con topografía marcada por formaciones Karst.
Ocupa un área total de 27.809 km² de los que 565 km² corresponden a la ciudad propiamente dicha. Su población aproximada es de 1.340.000 habitantes en la zona central. Las etnias presentes en la ciudad son las zhuang, yao, hui, miao, han y dong.
En los alrededores de Guilin existen localidades y lugares de especial interés turístico como Yangshuo, con su pintoresco paisaje kárstico reflejado en sus extensos arrozales; Longsheng donde se encuentran los bancales de arroz del Espinazo del Dragón, maravilla de la ingeniería agrícola china; o Sanjiang, capital del condado de la minoría étnica dong; a kilómetro y medio del centro de Guilin se encuentra el famoso Parque de Siete Estrellas (七星公园 , en pinyin: Qīxīng Gōngyuán); en Bingjianglu, se encuentran los Dos Ríos y Cuatro Lagos (两江四湖, liang jiang si hu), es decir, el grupo de ríos y lagos de la ciudad de Guilin.

## Turismo

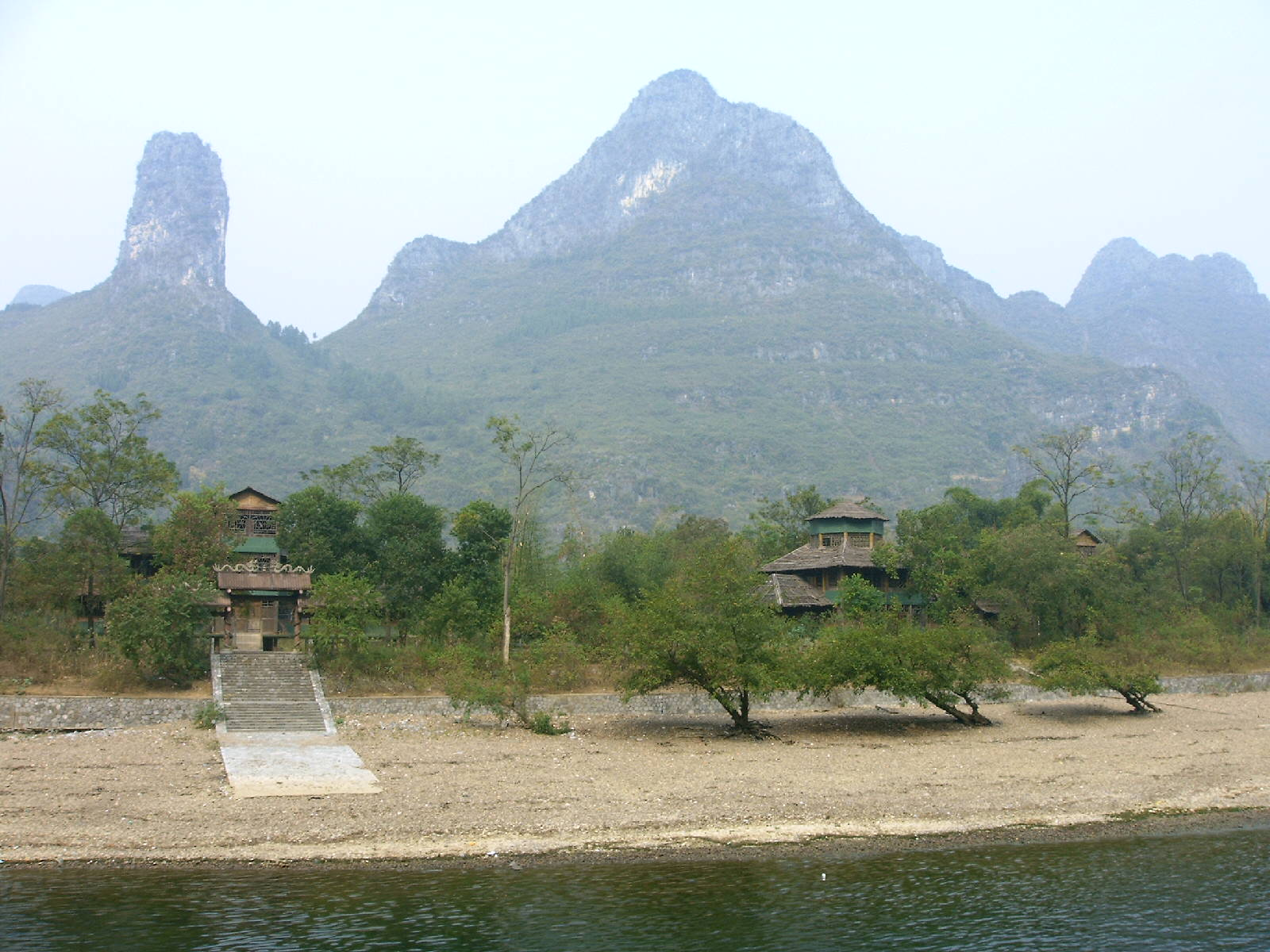
Montañas kársticas en el río Li, Guilin, China.

### La Cueva de Plata
La Cueva de Plata es la cueva más grande de Guilin. Fue abierta al público en 1999 y desde entonces se ha convertido en un lugar muy popular tanto para turistas como para científicos.
Dentro de la cueva se pueden observar variaciones interesantes de piedra caliza, lo que convierte a este lugar en un museo geológico.
La cueva está rodeade de estalactitas, estalagmitas y formaciones rocosas de formas extrañas.

### Galería de las Diez Millas
Aquí es donde se encuentra la "Ruta Jimmy Carter". En el año 2000, el expresidente de Estados Unidos tomó un paseo en bicicleta por este camino. Al poco tiempo, se decidió llamar este camino con su nombre.

## Clima
Guilin tiene un monzón influenciado por el Clima subtropical húmedo(Koppen Cfa), con inviernos suaves y largos, veranos calurosos y húmedos. El monzón es largo, con una duración de marzo a agosto, y una estación seca que se produce en otoño e invierno, la precipitación anual total es de 1.920 milímetros. La temperatura media oscilan entre 8.5C y 29C en junio.
| Parámetros climáticos promedio de Guilin (1971–2000) | Parámetros climáticos promedio de Guilin (1971–2000) | Parámetros climáticos promedio de Guilin (1971–2000) | Parámetros climáticos promedio de Guilin (1971–2000) | Parámetros climáticos promedio de Guilin (1971–2000) | Parámetros climáticos promedio de Guilin (1971–2000) | Parámetros climáticos promedio de Guilin (1971–2000) | Parámetros climáticos promedio de Guilin (1971–2000) | Parámetros climáticos promedio de Guilin (1971–2000) | Parámetros climáticos promedio de Guilin (1971–2000) | Parámetros climáticos promedio de Guilin (1971–2000) | Parámetros climáticos promedio de Guilin (1971–2000) | Parámetros climáticos promedio de Guilin (1971–2000) | Parámetros climáticos promedio de Guilin (1971–2000) |
| Mes                                                  | Ene.                                                 | Feb.                                                 | Mar.                                                 | Abr.                                                 | May.                                                 | Jun.                                                 | Jul.                                                 | Ago.                                                 | Sep.                                                 | Oct.                                                 | Nov.                                                 | Dic.                                                 | Anual                                                |
| ---------------------------------------------------- | ---------------------------------------------------- | ---------------------------------------------------- | ---------------------------------------------------- | ---------------------------------------------------- | ---------------------------------------------------- | ---------------------------------------------------- | ---------------------------------------------------- | ---------------------------------------------------- | ---------------------------------------------------- | ---------------------------------------------------- | ---------------------------------------------------- | ---------------------------------------------------- | ---------------------------------------------------- |
| Temp. máx. media (°C)                                | 11.5                                                 | 12.7                                                 | 16.5                                                 | 22.7                                                 | 27.1                                                 | 30.4                                                 | 32.6                                                 | 32.8                                                 | 30.3                                                 | 25.6                                                 | 20.2                                                 | 15.2                                                 | 23.1                                                 |
| Temp. mín. media (°C)                                | 5.4                                                  | 7.0                                                  | 10.4                                                 | 15.9                                                 | 20.1                                                 | 23.4                                                 | 24.8                                                 | 24.5                                                 | 21.9                                                 | 17.3                                                 | 12.1                                                 | 7.3                                                  | 15.8                                                 |
| Precipitación total (mm)                             | 63.4                                                 | 96.7                                                 | 136.7                                                | 247.4                                                | 351.7                                                | 346.9                                                | 231.3                                                | 173.3                                                | 81.8                                                 | 65.7                                                 | 63.6                                                 | 42.8                                                 | 1901.3                                               |
| Días de precipitaciones (≥ 0.1 mm)                   | 15.1                                                 | 15.5                                                 | 18.6                                                 | 20.2                                                 | 19.0                                                 | 17.5                                                 | 16.1                                                 | 14.8                                                 | 8.2                                                  | 9.7                                                  | 8.7                                                  | 9.1                                                  | 172.5                                                |
| Horas de sol                                         | 66.9                                                 | 50.0                                                 | 51.6                                                 | 72.6                                                 | 109.5                                                | 131.1                                                | 199.4                                                | 204.1                                                | 193.4                                                | 157.1                                                | 134.4                                                | 117.2                                                | 1487.3                                               |
| Humedad relativa (%)                                 | 74                                                   | 76                                                   | 80                                                   | 81                                                   | 81                                                   | 82                                                   | 79                                                   | 78                                                   | 73                                                   | 71                                                   | 67                                                   | 67                                                   | 75.8                                                 |
| Fuente: China Meteorological Administration          |                                                      |                                                      |                                                      |                                                      |                                                      |                                                      |                                                      |                                                      |                                                      |                                                      |                                                      |                                                      |                                                      |

## Ciudades hermanas
Guilin está hermandada con:
- - Nishikatsura, Japón
- - Hastings, Nueva Zelanda
- - Orlando, Estados Unidos
- - Tlaxcoapan, México